# Lányi Ede Jacobi
Késmárki Lányi Ede Jacobi SJ (Németpróna, 1881. március 13. – Szeged, 1950. november 25.) főiskolai tanár. 

## Életpályája
Szülei Lányi József és Czeizel/Zeisel Mária. Középiskolai tanulmányait Privigyén és Nagyszombatban végezte. 1900. augusztus 13-án lépett be a Jézus Társaságba, 1902/03-ban Sankt Andräben hallgatta a retorikát, 1906-ben Pozsonyban tanult filozófiát, majd 1912-ben Innsbruckban végezte a teológiát. Ezután 1915-ben a budapesti tudományegyetemen szerezte meg tanári diplomáját történelem-latin szakon. Előbb Kalocsán működött mint óraadó, majd 1914/15-től helyettes tanár, 1916-ben Pécsett rendes tanár lett és a Pius Kollégium főfelügyelője, 1918-ban Kalocsán tanár, utána 1919-ben Pécsett a Pius Kollégium tanulmányi felügyelője és igazgatóhelyettese. 1922-ben Szegeden mint a Jézus Társasága bölcsészeti főiskolája biológia, filozófia és retorika tanára, lelkigyakorlat vezető és állandó gyóntató működött. 1928-ban a főiskola a fővárosba költözött, ekkor kinevezték rektornak, mely pozíciót 1939-ig töltötte be. Ekkor mint tanár Kassára ment a főiskolával, a második világháború végén pedig Szegedre tért vissza. 1948-tól az egyházmegyeközi szeminárium régense volt egészen haláláig, bölcseletet tanított.
Betűjele: L.E. (Katolikus Szemle 1909)

## Művei
- Ösztön és ész. Nyitra, 1910 (A nyitrai kat. ifj. védőegyes. előadásai 5., 6. füzet)
- A nagy francia forradalom társadalmi bajainak forrása és képe. 1-2. füzet. Nyitra, 1911 (uaz 2-3. sz.)
- A Mária Kongresszusok szabályzata. Ford. névtelenül. Kalocsa, 1912
- Vörös naplóm. Pécs, 1919 (Szebb jövő 6., 7. sz.)
- Kassai vértanúk. Kalocsa, 1920
- Jézus Krisztus királyi fölségjoga. Bp., 1926 (Korda kv-ek 13.)